# جيرالد هاميلتون أندرسون
جيرالد هاميلتون أندرسون هو سياسي كندي، ولد في 12 أبريل عام 1922، في كندا، وتوفي في 3 أكتوبر عام 2003، في نفس البلد. حزبياً، نشط في الحزب الديمقراطي الجديد في كولومبيا البريطانية ‏.